# Bacchisa andamanensis
Bacchisa andamanensis är en skalbaggsart som beskrevs av Stefan von Breuning 1956. Bacchisa andamanensis ingår i släktet Bacchisa och familjen långhorningar. Inga underarter finns listade.